# RK Koper
Rokometni klub Koper (RK Koper), även känd som Cimos Koper på grund av ett sponsoravtal, var en slovensk handbollsklubb från Koper, bildad 1950 och upplöst 2013. Klubben blev slovenska mästare 2011. Efter att klubben upplöstes av ekonomiska skäl bildades den nya klubben RD Koper 2013.

## Spelare i urval
- Dean Bombač (2007–2013)
- Gorazd Škof (2011–2013)
- Darko Stanić (2008–2011)